# Missões diplomáticas da Romênia

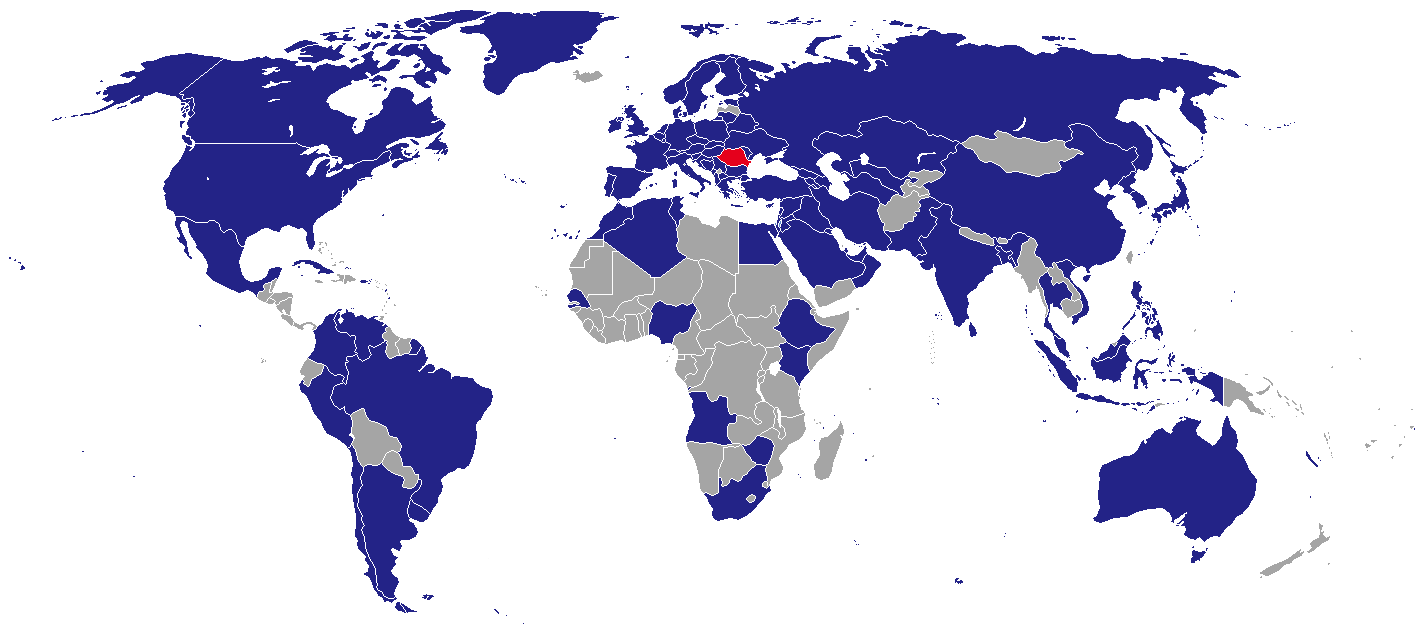
Mapa das missões diplomáticas da Romênia.

Abaixo se encontram as embaixadas e consulados da Romênia:

## Europa
- Albânia
  - Tirana (Embaixada)
- Alemanha
  - Berlim (Embaixada)
  - Bona (Consulado-Geral)
  - Munique (Consulado-Geral)
- Armênia
  - Erevan (Embaixada)
- Áustria
  - Viena (Embaixada)
- Azerbaijão
  - Baku (Embaixada)
- Bélgica
  - Bruxelas (Embaixada)
- Bielorrússia
  - Minsk (Embaixada)
- Bósnia e Herzegovina
  - Sarajevo (Embaixada)
- Bulgária
  - Sófia (Embaixada)
- Chipre
  - Nicósia (Embaixada)
- Croácia
  - Zagreb (Embaixada)
- Dinamarca
  - Copenhague (Embaixada)
- Eslováquia
  - Bratislava (Embaixada)
- Eslovênia
  - Liubliana (Embaixada)
- Espanha
  - Madrid (Embaixada)
  - Barcelona (Consulado-Geral)
  - Bilbau (Consulado-Geral)
  - Sevilha (Consulado-Geral)
  - Castelló de la Plana (Consulado)
  - Saragoça (Consulado)
- Finlândia
  - Helsinque (Embaixada)
- França
  - Paris (Embaixada)
  - Estrasburgo (Consulado-Geral)
  - Lyon (Consulado-Geral)
  - Marselha (Consulado-Geral)
- Geórgia
  - Tbilisi (Embaixada)
- Grécia
  - Atenas (Embaixada)
  - Salónica (Consulado-Geral)
- Hungria
  - Budapeste (Embaixada)
  - Gyula (Consulado-Geral)
  - Szeged (Consulado-Geral)
- Irlanda
  - Dublin (Embaixada)
- Itália
  - Roma (Embaixada)
  - Milão (Consulado-Geral)
  - Turim (Consulado-Geral)
- Lituânia
  - Vilnius (Embaixada)
- Luxemburgo
  - Luxemburgo (Embaixada)
- Macedônia do Norte
  - Skopje (Embaixada)
- Moldávia
  - Chisinau (Embaixada)
- Montenegro
  - Podgorica (Embaixada)
- Noruega
  - Oslo (Embaixada)
- Países Baixos
  - Haia (Embaixada)
- Polónia
  - Varsóvia (Embaixada)
- Portugal
  - Lisboa (Embaixada)
- Reino Unido
  - Londres (Embaixada)
- Chéquia
  - Praga (Embaixada)
- Rússia
  - Moscou (Embaixada)
  - Rostov do Don (Consulado-Geral)

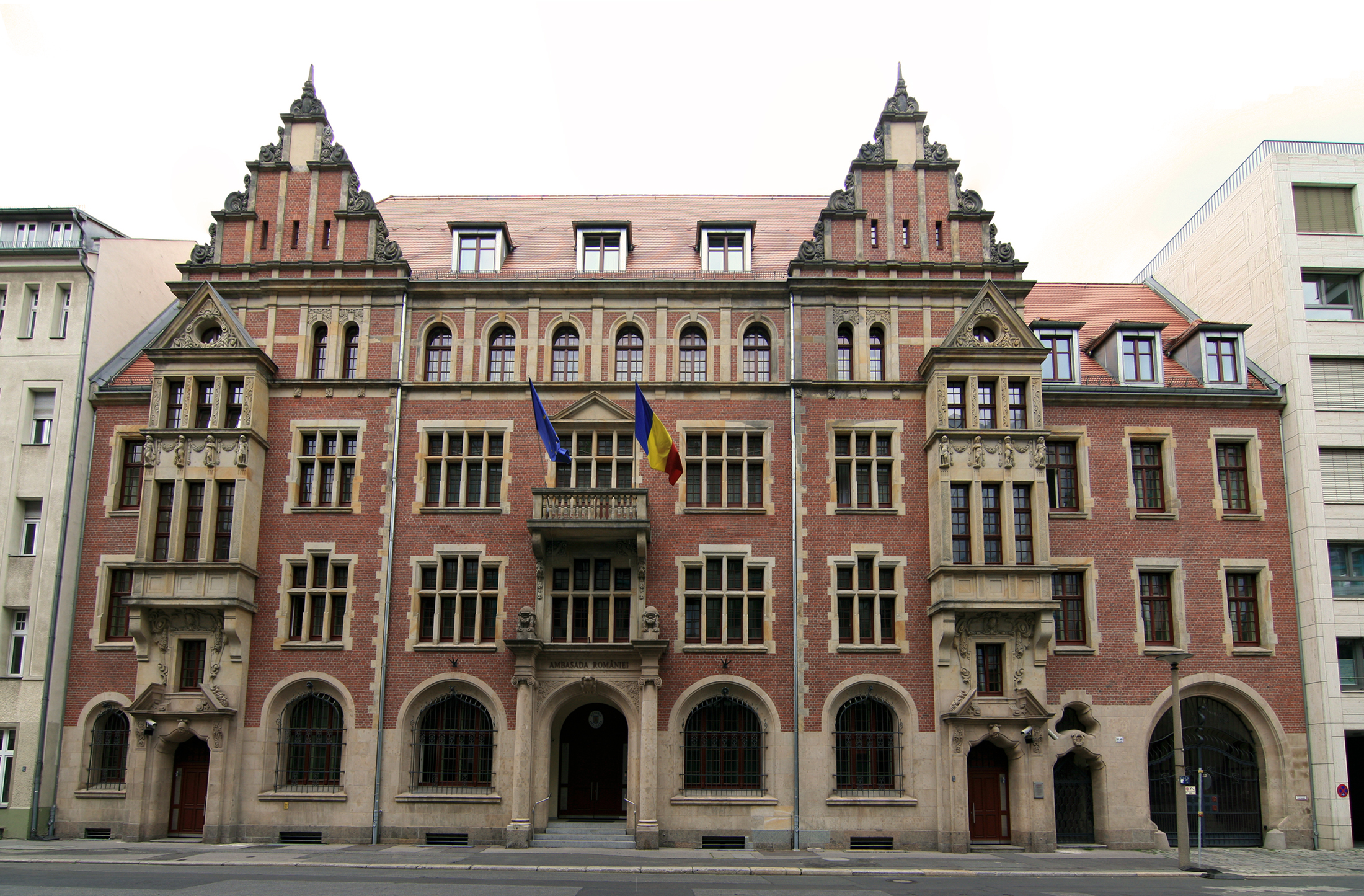
Embaixada da Romênia em Berlim.

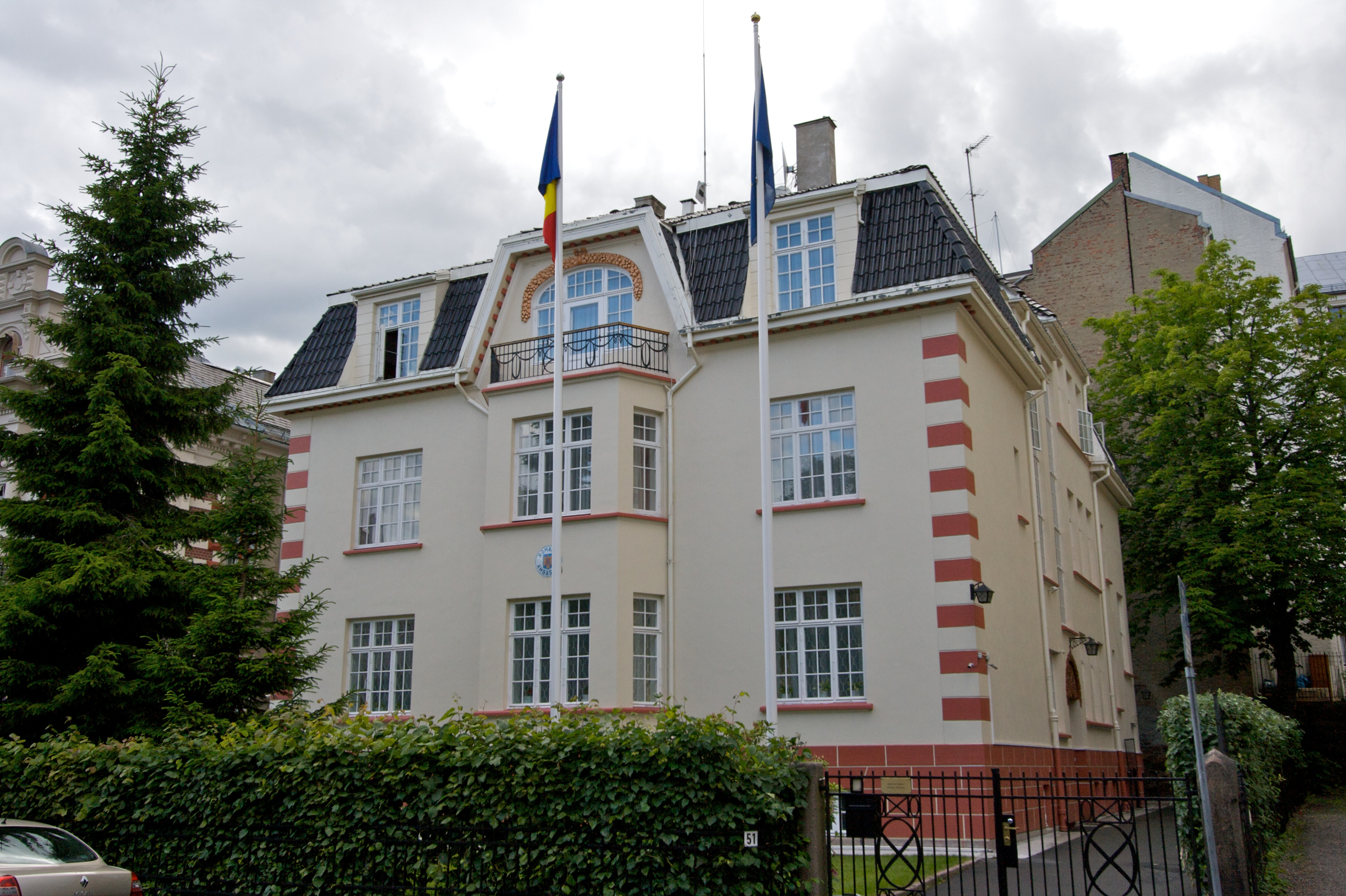
Embaixada da Romênia em Oslo.

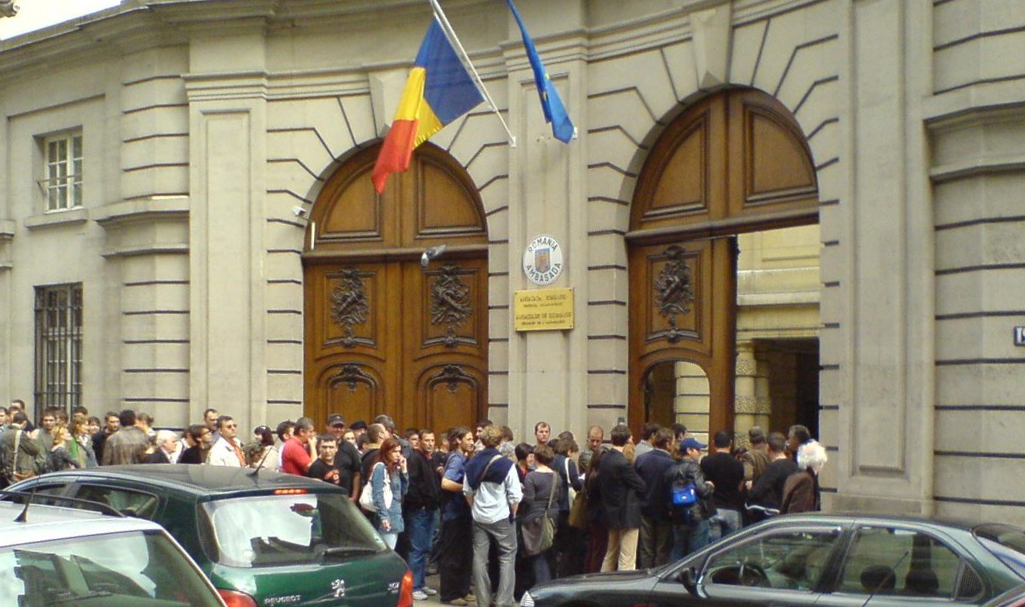
Embaixada da Romênia em Paris.

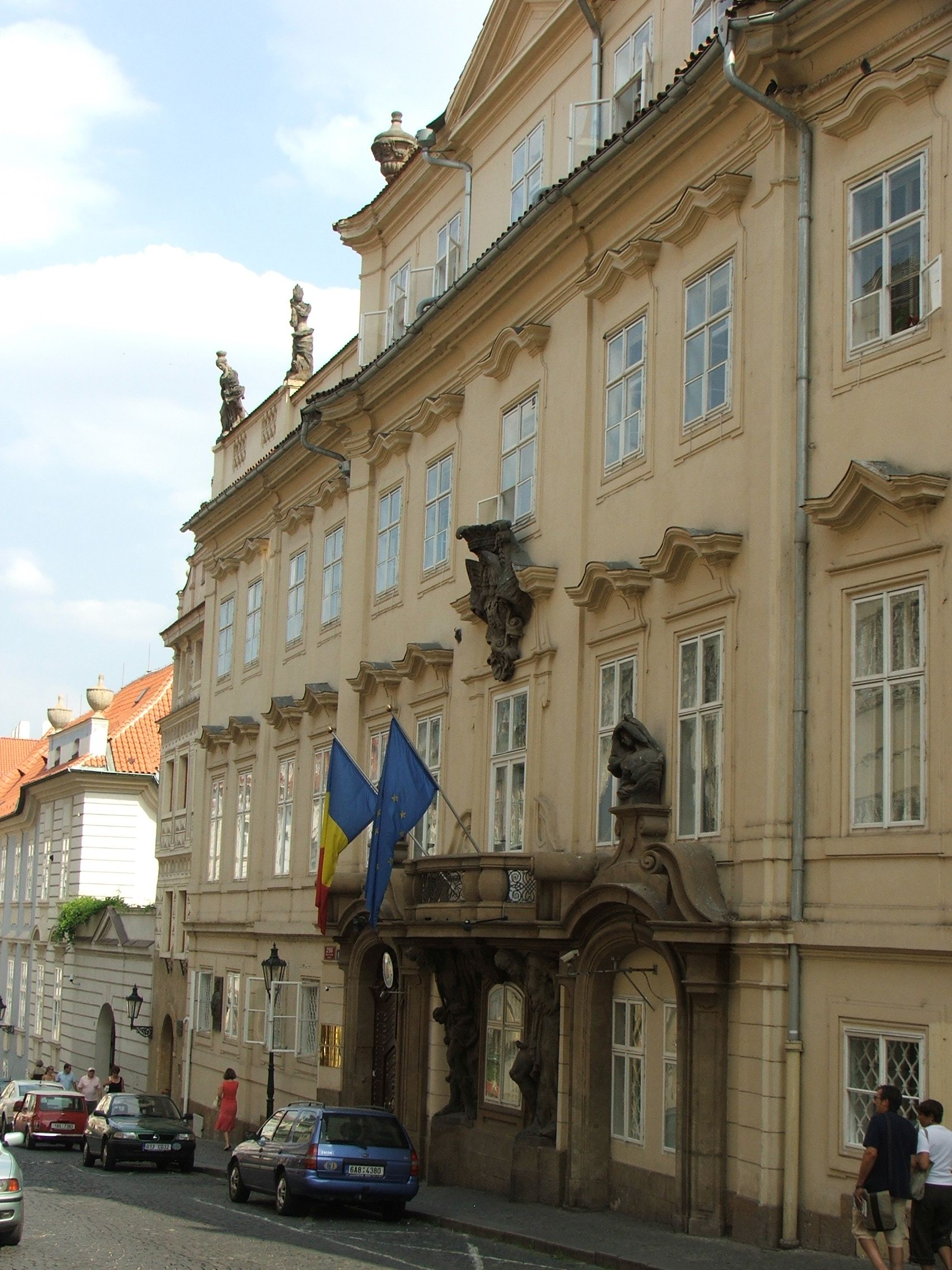
Embaixada da Romênia em Praga.

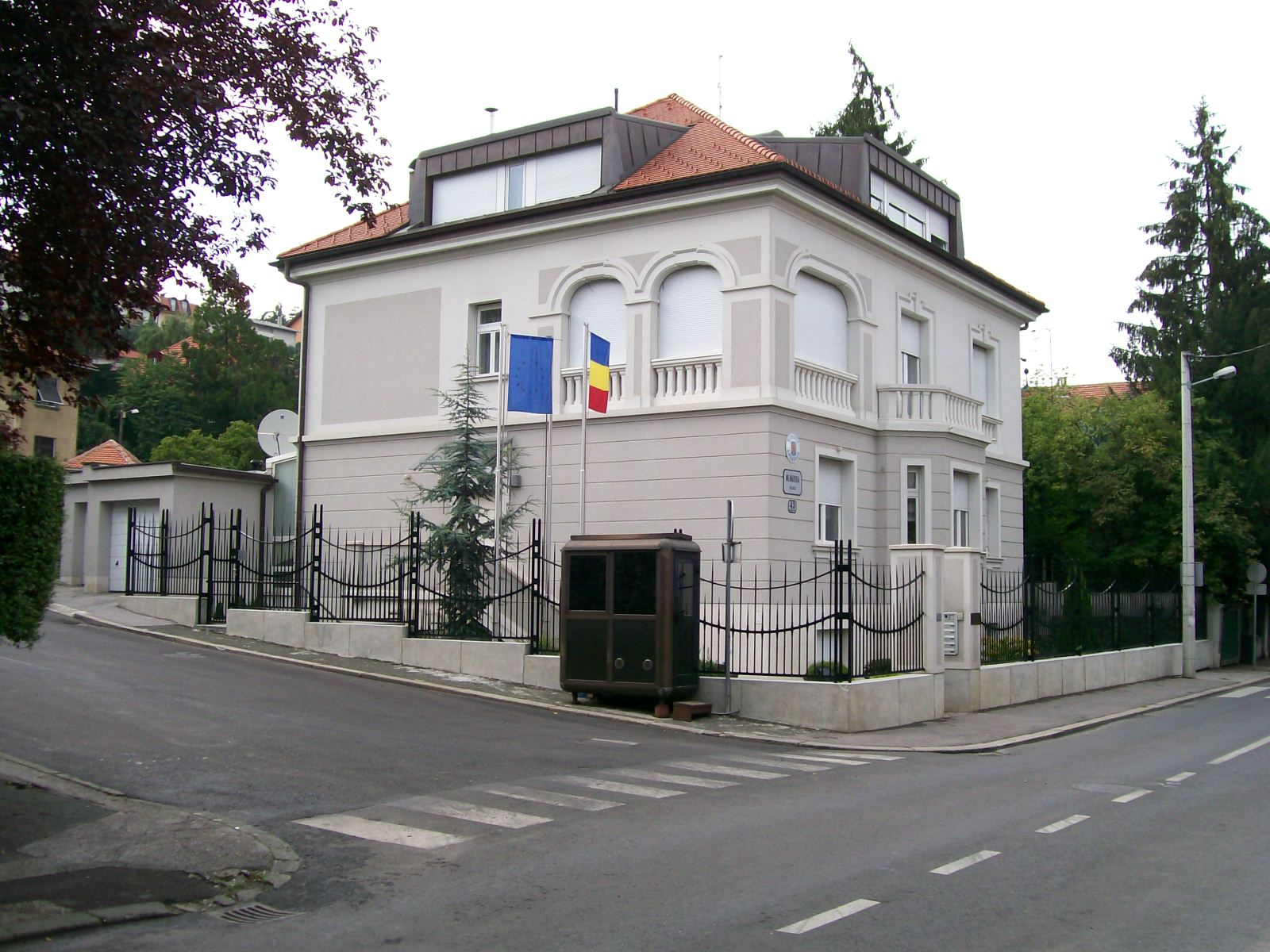
Embaixada da Romênia em Zagreb.

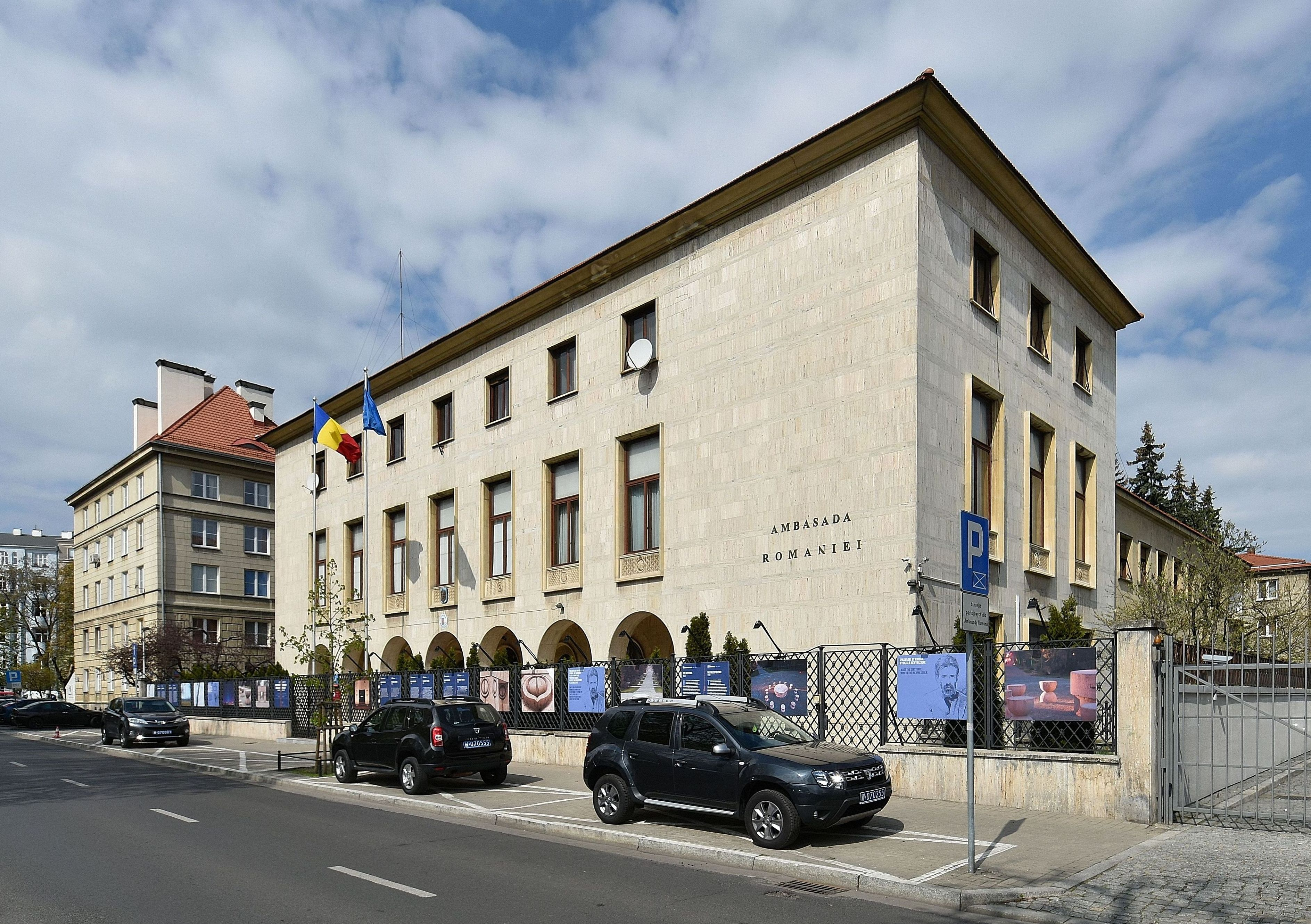
Embaixada da Romênia em Varsóvia.

  - São Petersburgo (Consulado-Geral)
- Sérvia
  - Belgrado (Embaixada)
  - Vršac (Consulado-Geral)
- Suécia
  - Estocolmo (Embaixada)
- Suíça 
  - Berna (Embaixada)
- Ucrânia
  - Kiev (Embaixada)
  - Chernivtsi (Consulado-Geral)
  - Odessa (Consulado-Geral)
- Vaticano
  - Roma (Embaixada)

## América

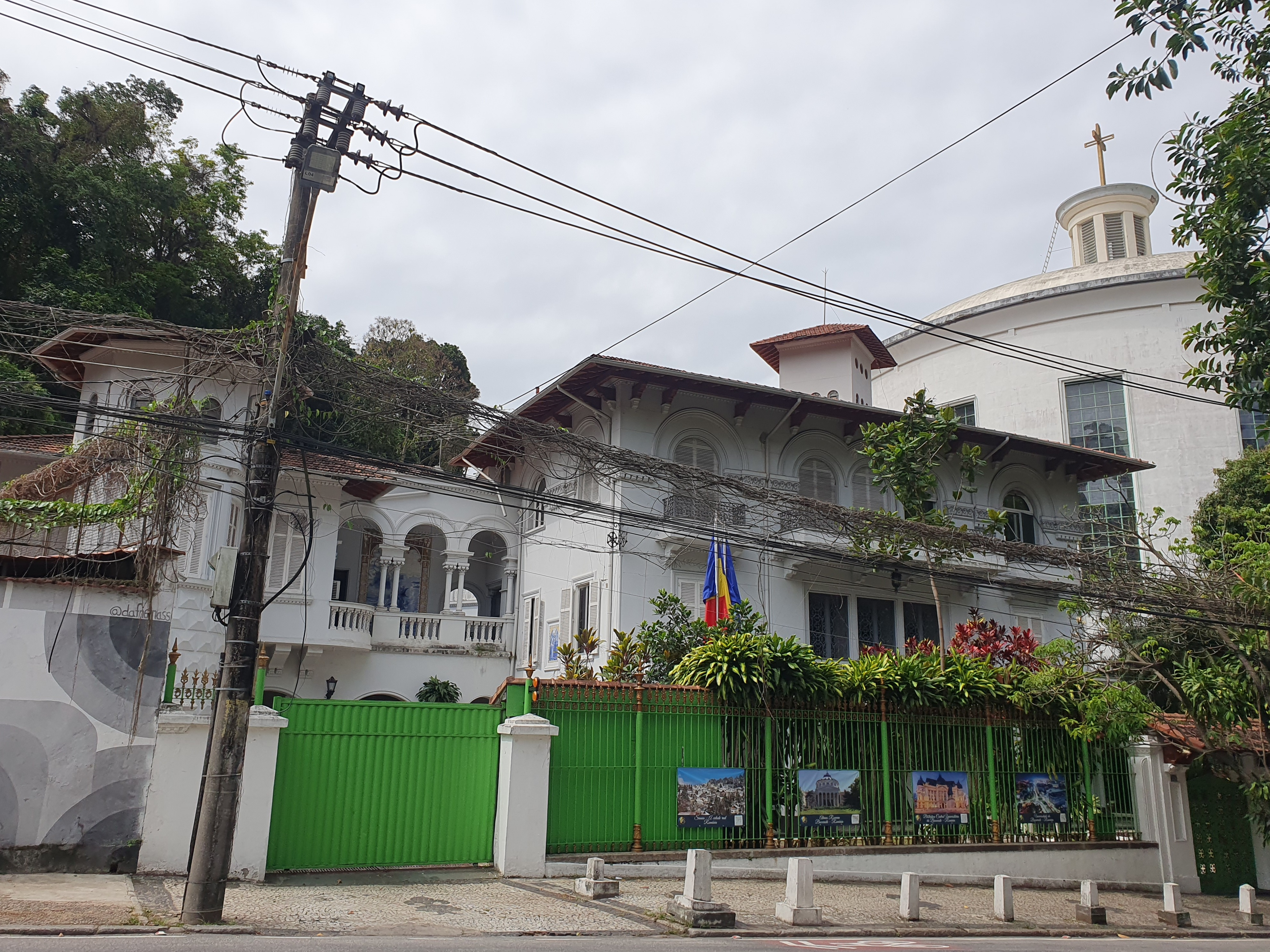
Consulado-Geral em Rio de Janeiro

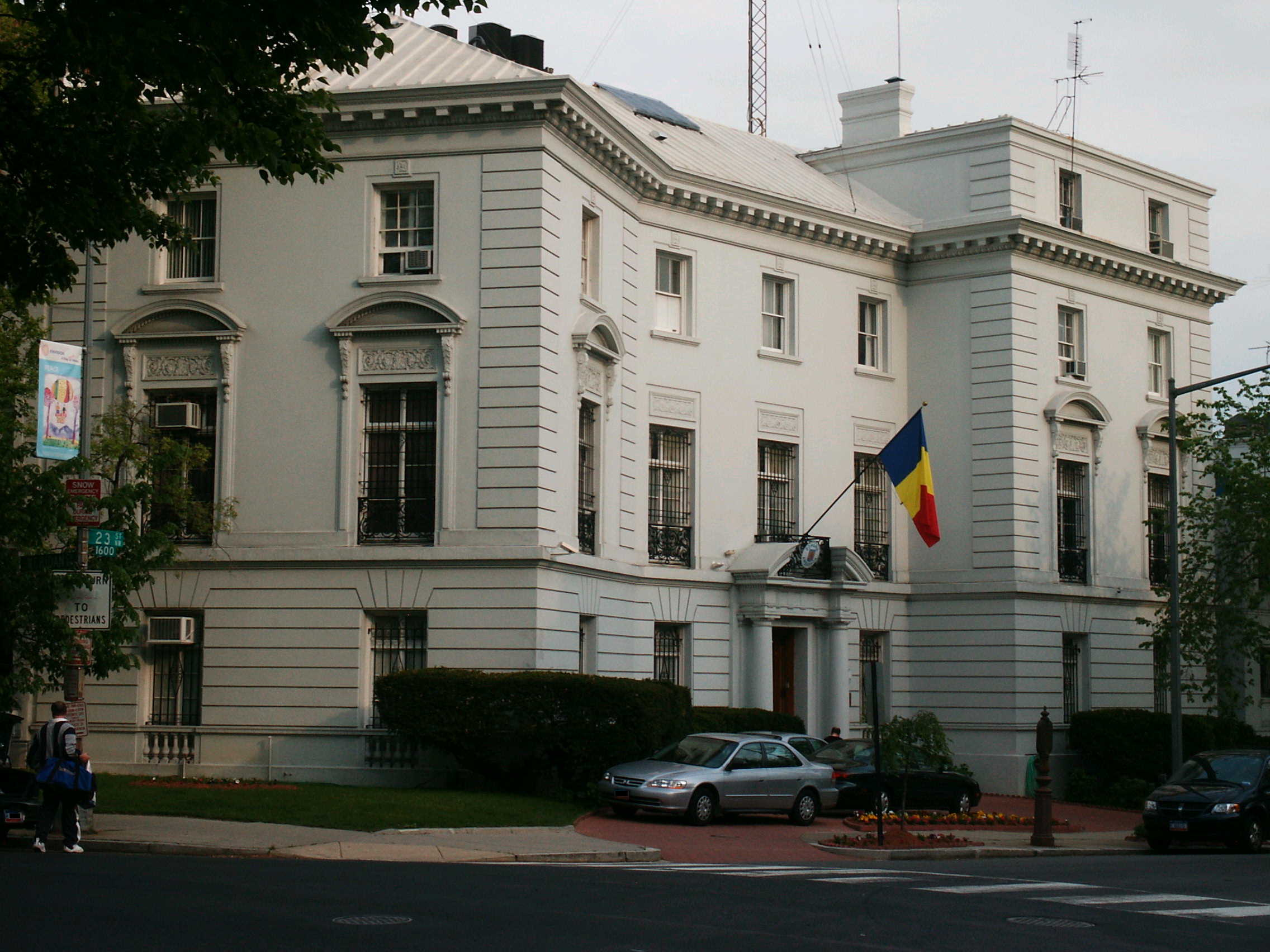
Embaixada da Romênia em Washington, D.C.

- Argentina
  - Buenos Aires (Embaixada)
- Brasil
  - Brasília (Embaixada)
  - Rio de Janeiro (Consulado-Geral)
- Canadá
  - Ottawa (Embaixada)
  - Montreal (Consulado-Geral)
  - Toronto (Consulado-Geral)
  - Vancouver (Consulado-Geral)
- Chile
  - Santiago (Embaixada)
- Colômbia
  - Bogotá (Embaixada)
- Cuba
  - Havana (Embaixada)
- Estados Unidos
  - Washington, D.C. (Embaixada)
  - Chicago (Consulado-Geral)
  - Los Angeles (Consulado-Geral)
  - Nova Iorque (Consulado-Geral)
- México
  - Cidade do México (Embaixada)
- Peru
  - Lima (Embaixada)
- Uruguai
  - Montevidéu (Embaixada)
- Venezuela
  - Caracas (Embaixada)

## Oriente Médio
- Arábia Saudita
  - Riade (Embaixada)
- Catar
  - Doha (Embaixada)
- Emirados Árabes Unidos
  - Abu Dhabi (Embaixada)
  - Dubai (Consulado-Geral)
- Irão
  - Teerã (Embaixada)
- Iraque
  - Bagdá (Embaixada)
- Israel
  - Tel Aviv (Embaixada)
- Jordânia
  - Amã (Embaixada)
- Kuwait
  - Kuwait (Embaixada)
- Líbano
  - Beirute (Embaixada)
- Síria
  - Damasco (Embaixada)
- Turquia
  - Ancara (Embaixada)
  - Esmirna (Consulado-Geral)
  - Istambul (Consulado-Geral)

## África
- África do Sul
  - Pretória (Embaixada)
  - Cidade do Cabo (Consulado-Geral)
- Angola
  - Luanda (Embaixada)
- Argélia
  - Argel (Embaixada)
- Egito
  - Cairo (Embaixada)
- Etiópia
  - Addis Abeba (Embaixada)
- Líbia
  - Trípoli (Embaixada)
- Marrocos
  - Rabat (Embaixada)
- Nigéria
  - Abuja (Embaixada)
  - Lagos (Escritório Consular)
- Quênia
  - Nairóbi (Embaixada)
- Senegal
  - Dakar (Embaixada)
- Sudão
  - Cartum (Embaixada)
- Tunísia
  - Tunes (Embaixada)
- Zimbabwe
  - Harare (Embaixada)

## Ásia
- Afeganistão
  - Cabul (Embaixada)
- China
  - Pequim (Embaixada)
  - Xangai (Consulado-Geral)
- Coreia do Norte
  - Pyongyang (Embaixada)
- Coreia do Sul
  - Seul (Embaixada)
- Filipinas
  - Manila (Embaixada)
- Índia
  - Nova Deli (Embaixada)
  - Mumbai (Consulado-Geral)
- Indonésia
  - Jacarta (Embaixada)
- Japão
  - Tóquio (Embaixada)
- Cazaquistão
  - Almaty (Embaixada)
- Malásia
  - Kuala Lumpur (Embaixada)
- Paquistão
  - Islamabad (Embaixada)
- Singapura
  - Singapura (Embaixada)
- Sri Lanka
  - Colombo (Embaixada)
- Tailândia
  - Bangkok (Embaixada)
- Turquemenistão
  - Asgabate (Embaixada)
- Uzbequistão
  - Tashkent (Embaixada)
- Vietname
  - Hanói (Embaixada)

## Oceania
- Austrália
  - Camberra (Embaixada)
  - Sydney (Consulado-Geral)

## Organizações Multilaterais
- - Bruxelas (Missão Permanente do país na União Europeia e OTAN)
  - Genebra (Missão Permanente do país nas Nações Unidas e outras organizações internacionais)
  - Nairóbi (Missão Permanente da Polônia nas Nações Unidas e outras organizações internacionais)
  - Nova Iorque (Missão Permanente do país nas Nações Unidas)
  - Paris (Missão Permanente do país na OCDE e Unesco)
  - Roma (Missão Permanente do país na Organização das Nações Unidas para Agricultura e Alimentação)
  - Viena (Missão Permanente do país nas Nações Unidas)